# Elsachbröller
Der Elsachbröller ist eine aktive Wasserhöhle auf der Schwäbischen Alb, deren beiden Eingänge zwischen Bad Urach und Grabenstetten nur 200 m von der bekannten Falkensteiner Höhle entfernt liegen. Die teilweise sehr enge und stark verlehmte Höhle besitzt zahlreiche Siphons und sollte daher nur von sehr erfahrenen und gut ausgerüsteten Höhlenforschern befahren werden.

## Herkunft des Namens
Die Bezeichnung „Bröller“ bezeichnet im südwestdeutschen Sprachraum lautmalerisch eine Quellhöhle, aus deren Portal zu bestimmten Zeiten im Jahr (z. B. nach längeren Regenfällen oder bei der Schneeschmelze) große Wassermassen „mit Gebrüll“ oder Getöse austreten.
„Elsach“ ist der Name des Baches, dessen Wasser größtenteils in der Falkensteiner Höhle und zu einem geringeren Teil im Elsachbröller entspringt. Er ist ein Zufluss der Erms.

## Forschungsgeschichte
Schon lange vor Entdeckung des Elsachbröllers war ein Hungerbrunnen auf der gegenüberliegenden Talseite der Falkensteiner Höhle bekannt. Zu Beginn der 1960er Jahre entdeckten Höhlenforscher nach Wegräumen des Hangschuttes den Zugang zu einem zunächst sehr engräumigen Höhlensystem, das sich bergeinwärts jedoch zu wasserführenden Höhlengängen erweiterte, die sehr stark an die Falkensteiner Höhle erinnern. Nach dem Leerpumpen von zwei Siphons im Jahre 1975 entdeckten Höhlenforscher einen Gang, der auf eine Stelle nur wenige Meter rechts neben dem bestehenden Bröllereingang zuführte und dessen Ende mit Hangschutt und Lehm verfüllt war. Durch eine Grabung wurde einige Jahre später an dieser Stelle ein zweiter Eingang zum System des Elsachbröllers geschaffen. Die Höhle wurde in den 1980er Jahren bis auf einer Länge von etwa 2500 Metern befahren.

## Grabenstetter Großhöhle
Die Nähe des Elsachbröllers zur Falkensteiner Höhle sowie Verlauf und Gestalt einiger seiner Gänge lassen vermuten, dass einst beide Höhlen ein zusammenhängendes System bildeten, welches durch das sich eintiefende Tal in zwei Abschnitte getrennt wurde. Die heute zum Elsachbröller gehörenden Gänge bildeten demnach die Fortsetzung der höhergelegenen, zur heutigen Falkensteiner Höhle gehörenden Höhlenabschnitte. Während die Falkensteiner Höhle heute noch von einem fließenden Gewässer durchströmt wird, wurde dem Elsachbröller durch die Talbildung die Hauptwasserzufuhr abgeschnitten. Der linke Teil des Elsachbröllers verfügt selbst noch über einen Höhlenbach, der durch den Untergang in den „Ur-Falkensteiner Gang“ fließt. Der Elsachbröller ist aufgrund des geringen Wasserstroms stark verlehmt; sein Höhlenbach versiegt bei Normalwasserstand im Bereich des Urfalkensteiner Gangs und entwässert heute wie die Falkensteiner Höhle in das Elsachtal. Der Urfalkensteiner Gang selbst gehört zu den mächtigsten Höhlenabschnitten auf der Schwäbischen Alb. Die hypothetische Möglichkeit einer Grabenstetter Großhöhle führte bis heute zu ungeklärter Fragestellung über den weiteren Höhlenverlauf. Das Ende des befahrbaren Ganges im rechten Höhlenteil bildet eine massive Verlehmung; eine Grabung durch den Pattexschluf wurde erfolglos eingestellt. Ein weiterer Versuch, über den Büchelbrunnerbröller in die vermutete Fortsetzung vorzustoßen, scheiterte aufgrund der äußerst schwierigen Bedingungen. Im Zusammenhang mit der Gesamtverkarstung der Alb schließt sich die Frage an, wohin eine Grabenstetter Großhöhle von dieser Dimension entwässert haben könnte. Denkbar wäre eine Entwässerung über eine Vielzahl kleinerer Quellen in die Uracher Mulde. Gewagt und umstritten ist die Theorie, dass diese Fortsetzung im Zusammenhang mit dem Blauhöhlensystem stehen könnte. Die genauen Zusammenhänge sind hier noch nicht abschließend geklärt.

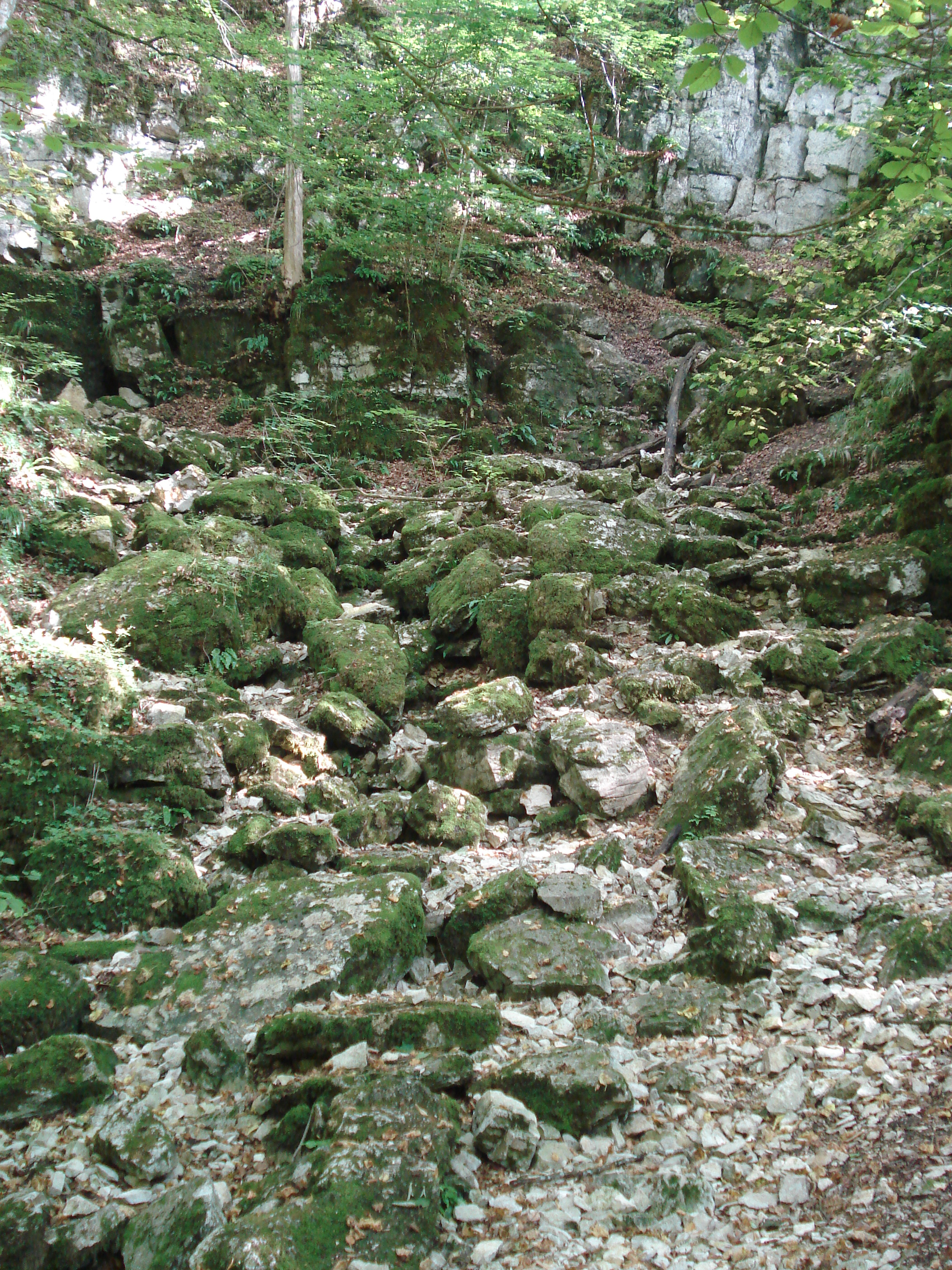
Bereich unterhalb des Portals im trockenen Zustand
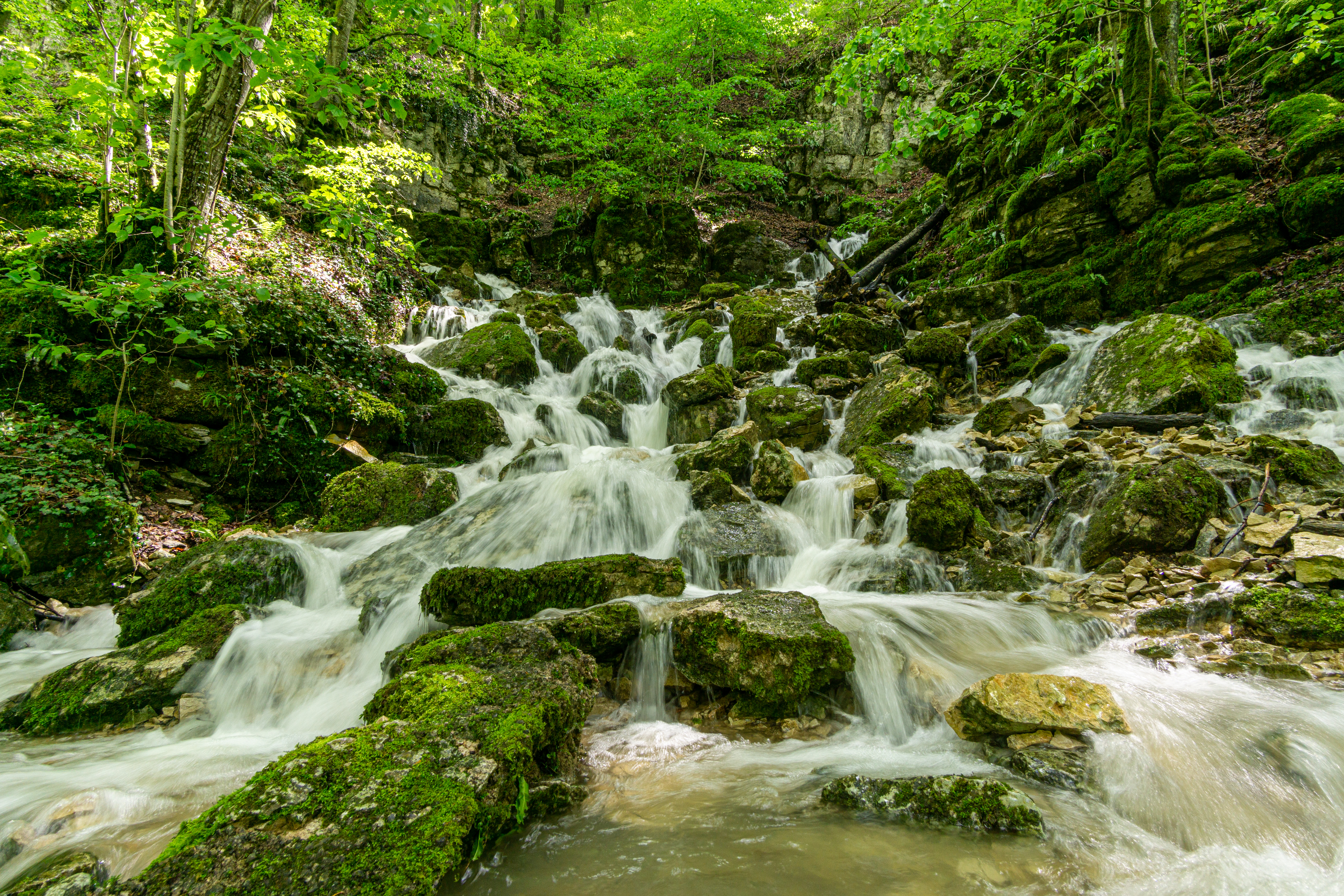
Bereich unterhalb des Portals im aktiven Zustand
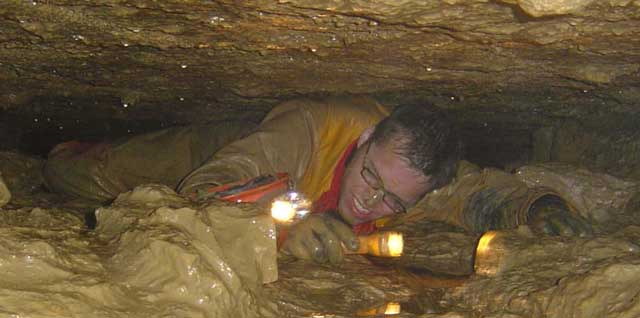
Angstschluf im Elsachbröller